# Bönningstedt
Bönningstedt è un comune di 4 553 abitanti dello Schleswig-Holstein, in Germania.
Appartiene al circondario (Kreis) di Pinneberg (targa PI).